# Amóssovo
Amóssovo (en rus: Амосово) és un poble (un possiólok) de l'óblast de Vladímir, a Rússia, segons el cens del 2010 tenia vuit habitants. Pertany al districte municipal de Mélenki.